# Cissus tweedieana
Cissus tweedieana är en vinväxtart som först beskrevs av Bak., och fick sitt nu gällande namn av August Heinrich Rudolf Grisebach. Cissus tweedieana ingår i släktet Cissus och familjen vinväxter. Inga underarter finns listade i Catalogue of Life.